# Scolopostethus diffidens
Scolopostethus diffidens är en insektsart som beskrevs av Géza Horváth 1893. Scolopostethus diffidens ingår i släktet Scolopostethus och familjen Rhyparochromidae. Inga underarter finns listade i Catalogue of Life.